# 哈桑·穆哈盖格
穆罕默德-哈桑·穆哈盖格（波斯語：محمدحسن محقق，？—2025年6月15日）是伊朗伊斯兰革命卫队准将，曾任伊斯兰革命卫队战略情报部主任、 伊朗伊斯兰革命卫队情报机构副负责人。2025年6月15日，他在以色列对德黑兰的空袭中丧生。 